# علي ميرزايي (مقاطعة دلفان)
علي ميرزايي (بالإنجليزية: Shahrak-e Sanati-ye Ali Mirzai)‏ هي مستوطنة تقع في قسم خاوة الجنوبي الريفي (مقاطعة دلفان) في إيران.